# Gheorghe Lazăr (Ialomița)
Gheorghe Lazăr é uma comuna romena localizada no distrito de Ialomiţa, na região de Muntênia. A comuna possui uma área de 46.33 km² e sua população era de 2374 habitantes segundo o censo de 2007.